# Якушкин, Виталий Владимирович
Виталий Владимирович Якушкин (род. 1949) — советский футболист, выступавший на позиции нападающего. Рекордсмен клуба «Терек» по числу забитых голов (181).

## Биография
Начал выступать на взрослом уровне в 1967 году в составе грозненского «Терека». Неоднократно становился лучшим бомбардиром команды, в том числе в 1970 году забил 27 голов, а в 1973 году — 29. Стал первым футболистом, достигшим рубежа в 100 забитых голов во второй лиге СССР с момента её основания (преобразования) в 1971 году. В 1975 году вместе с командой стал победителем зонального турнира второй лиги и провёл четыре сезона в первой лиге.
Всего в составе «Терека» сыграл 491 матч в чемпионатах СССР (второй результат после Анатолия Синько — 559) и забил 181 гол (лучший результат). В начале 2010-х годов руководством «Терека» была распространена информация, что лучшим бомбардиром клуба является Умар Садаев со 190 голами, однако позднее эта информация была опровергнута, у Садаева насчитывается 122 гола за «Терек» в первенствах страны.
Последний сезон своей карьеры Якушкин провёл в составе астраханского «Волгаря». В 1980 году в возрасте 31 года завершил спортивную карьеру.
В 2007 году принимал участие в матче ветеранов, посвящённом 50-летию «Терека».